# Leomil (Moimenta da Beira)
Leomil es una freguesia portuguesa del concelho de Moimenta da Beira, con 39,40 km² de superficie y 1.250 habitantes (2001). Su densidad de población es de 31,7 hab/km².
Fue sede del municipio entre 1283 y 1855. Estaba constituido por las freguesias de Leomil y Sarzedo y tenía en 1801, 1528 habitantes. Tras las reformas administrativas del inicio del liberalismo, se anexionaron las freguesias de Alvite, Passô y Sever. En el año 1849 tenía 3720 habitantes.

## Patrimonio
- Pelourinho de Leomil